# Odeon (épület)
Az odeon vagy odéon (ógörög: ᾠδεῖον ōideion, szó szerint "éneklőhely") több ókori görög és római épület neve, amelyet zenei és költői tevékenységek, például éneklés, zenei műsorok és versmondások céljára építettek. Később viták és tárgyalások megtartására is szolgált.
Kisebbek voltak, mint a görög és római színházak és tetővel fedettek.

## Etimológia
A név az ógörög ᾨδεῖον szó a ἀείδω igéből származik ( aeidō, "énekelek").

## Odeonok listája
Az ókori odeonok összeírását bizonytalan azonosítások nehezítik, mert ha egy adott városnak két maradványa van, egy nagy és egy kisebb színház formájában, a régészek hajlamosak a kis színházat odeonnak minősíteni, akkor is, ha inkább tárgyalóteremről van szó, mint egy bouleuterion vagy akár egy curia. 

### Görögország
ō* Athénban :
- - „Periklész odeonja”, 443-ban épült a Dionüszosz színház közelében, később megsemmisült [3] .
  - Agrippai vagy Agrippeioni Odeon, amelyet Augustus veje, Marcus Vipsanius Agrippa kezdeményezésére építettek az athéni agórán Kr.e. 16-ban vagy 14-ben. [4]
  - Herodes Atticus Odeonja, amelyet Herodes Atticus uralkodás alatt építettek az athéni Akropolisz alatt, 161-ben [5][6]

- Argosi Odeon [7]
- Epidaurosz Odeonja [8]
- Korinthoszi Odeon, Néró alatt épült, a II század elején restaurálták egy tűzvész után, majd Herodes Atticus támogatásának köszönhetően márványból újjáépítették[9][10]
- Pátrai Odeon

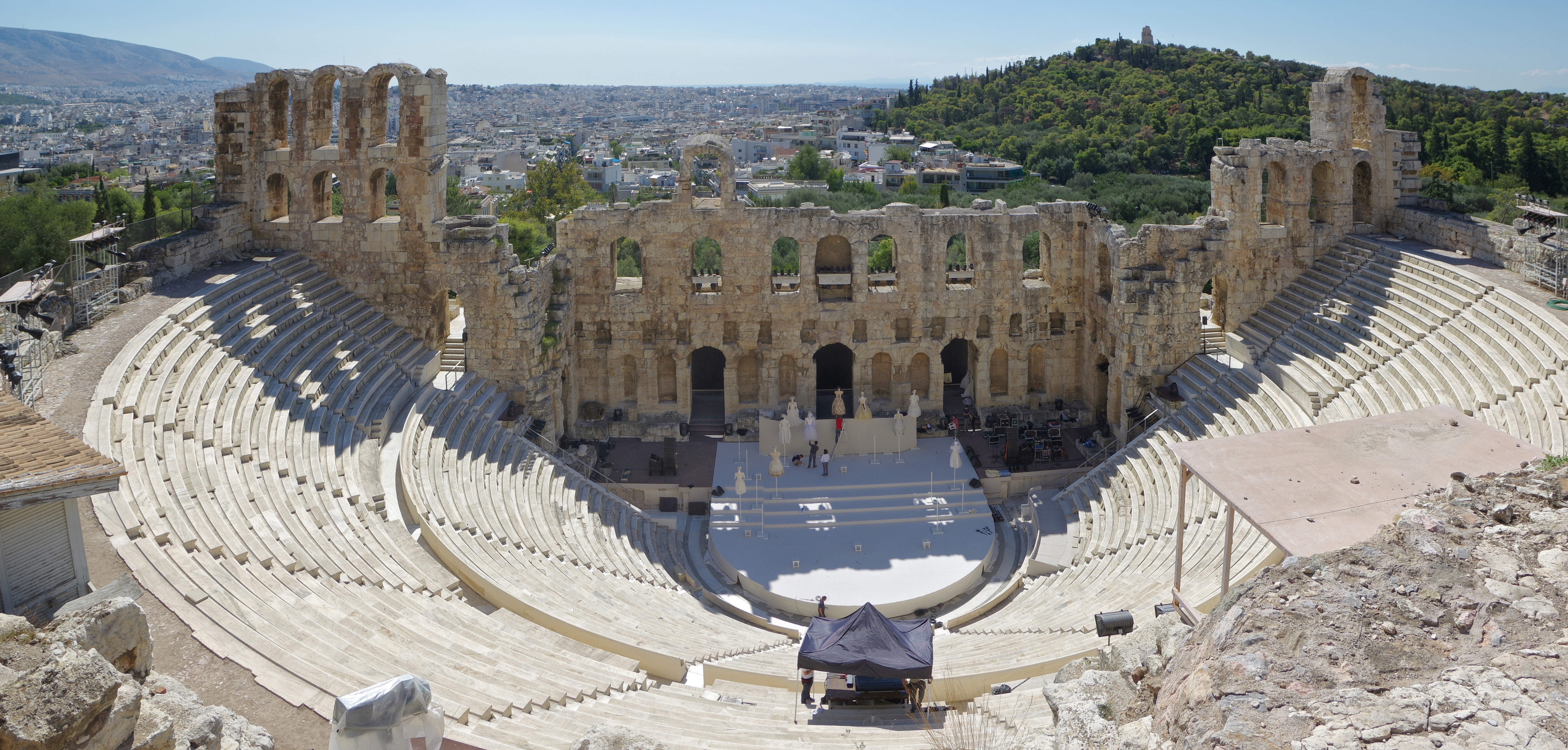
Herodes Atticus odeonja, Athén
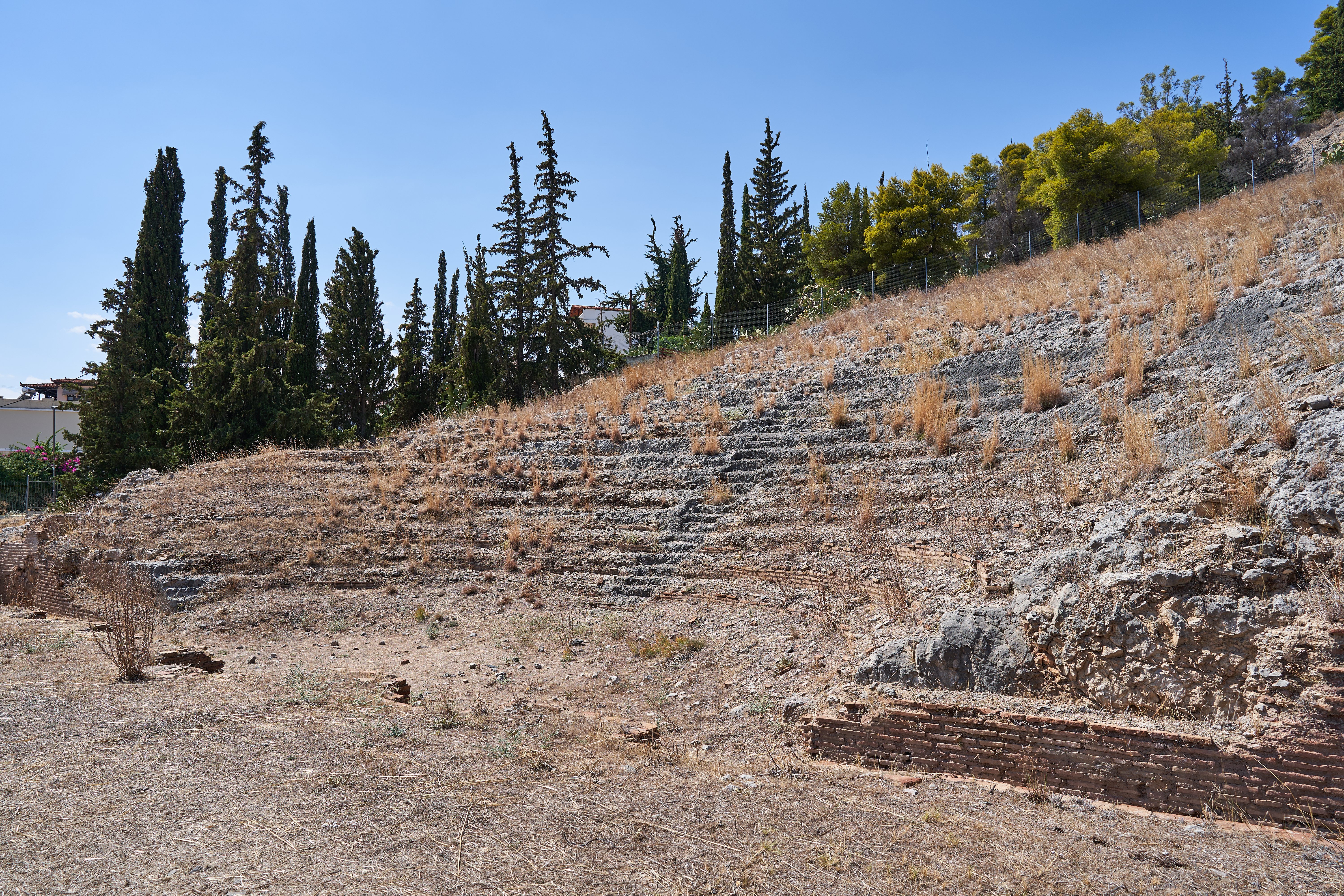
Argosi odeon
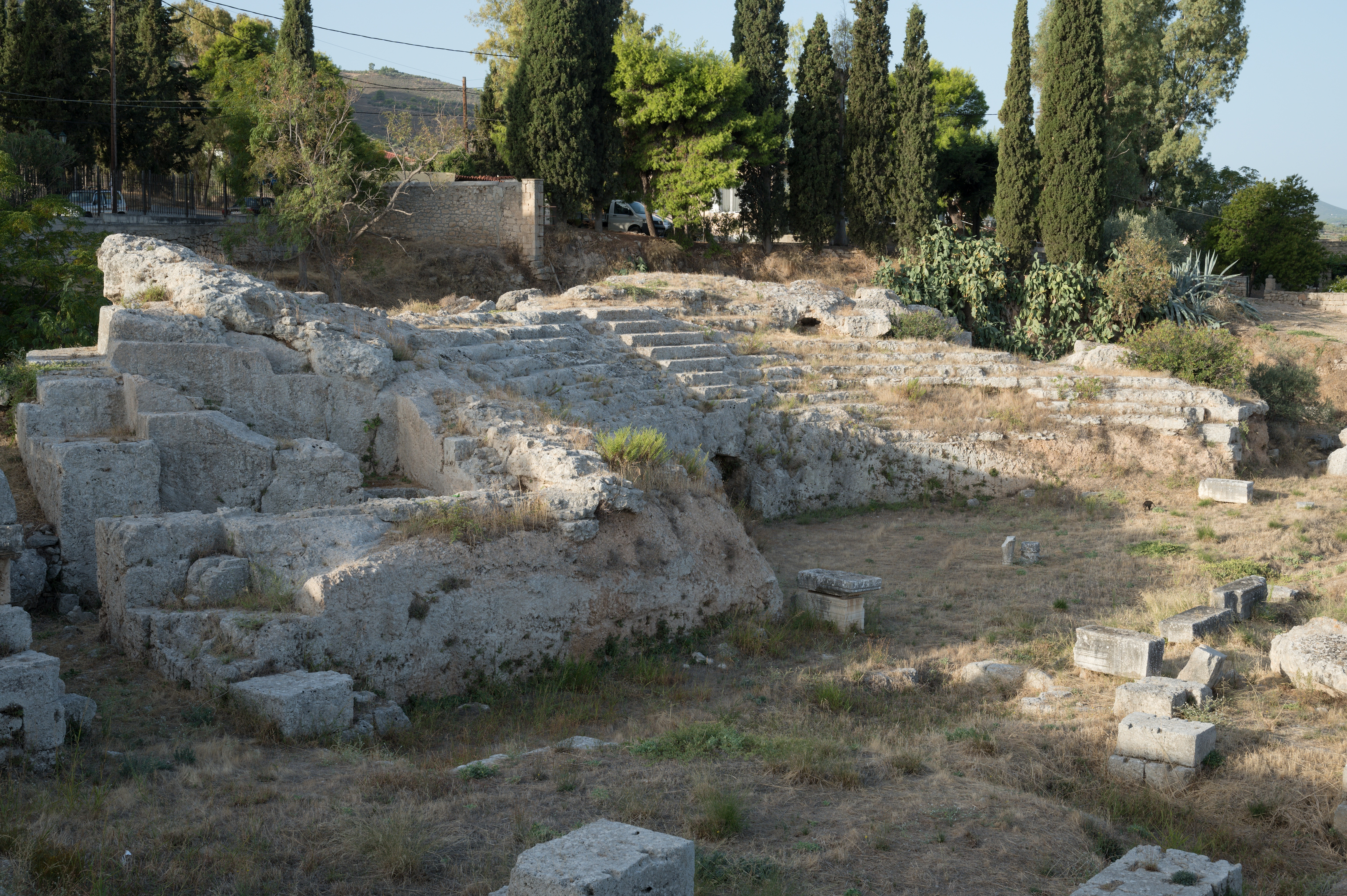
Korinthoszi odeon
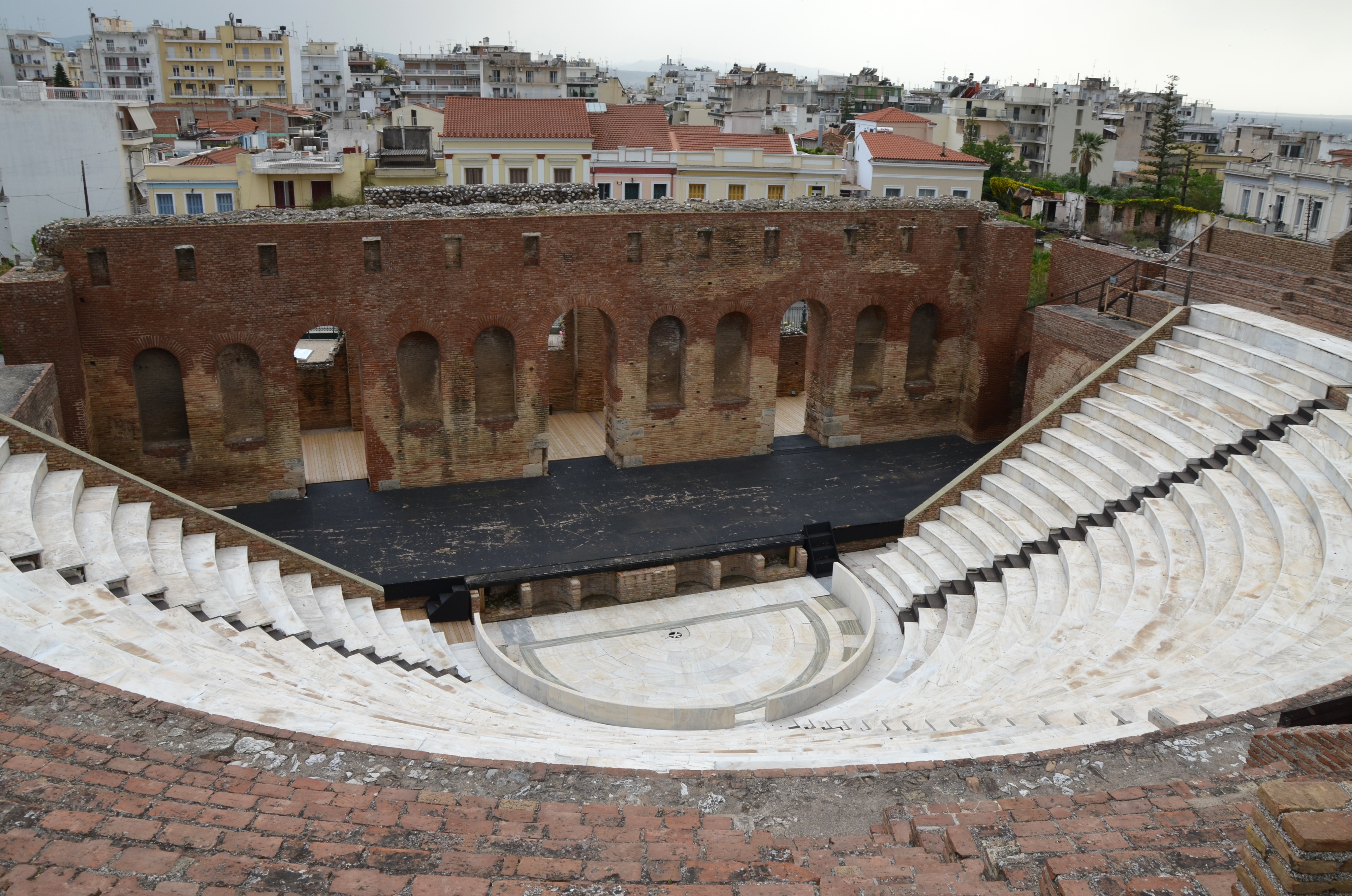
Pátrai odeon

### Epirusz és Macedónia
- Apollóniában (a mai Albániában ) [11]
- Nikopoliszi Odeon Epirusban (ma Görögországban ) [12]
- Dion odeonja (ma Görögországban) [13]
- Thessalonikai odeon (ma Görögországban) [14]

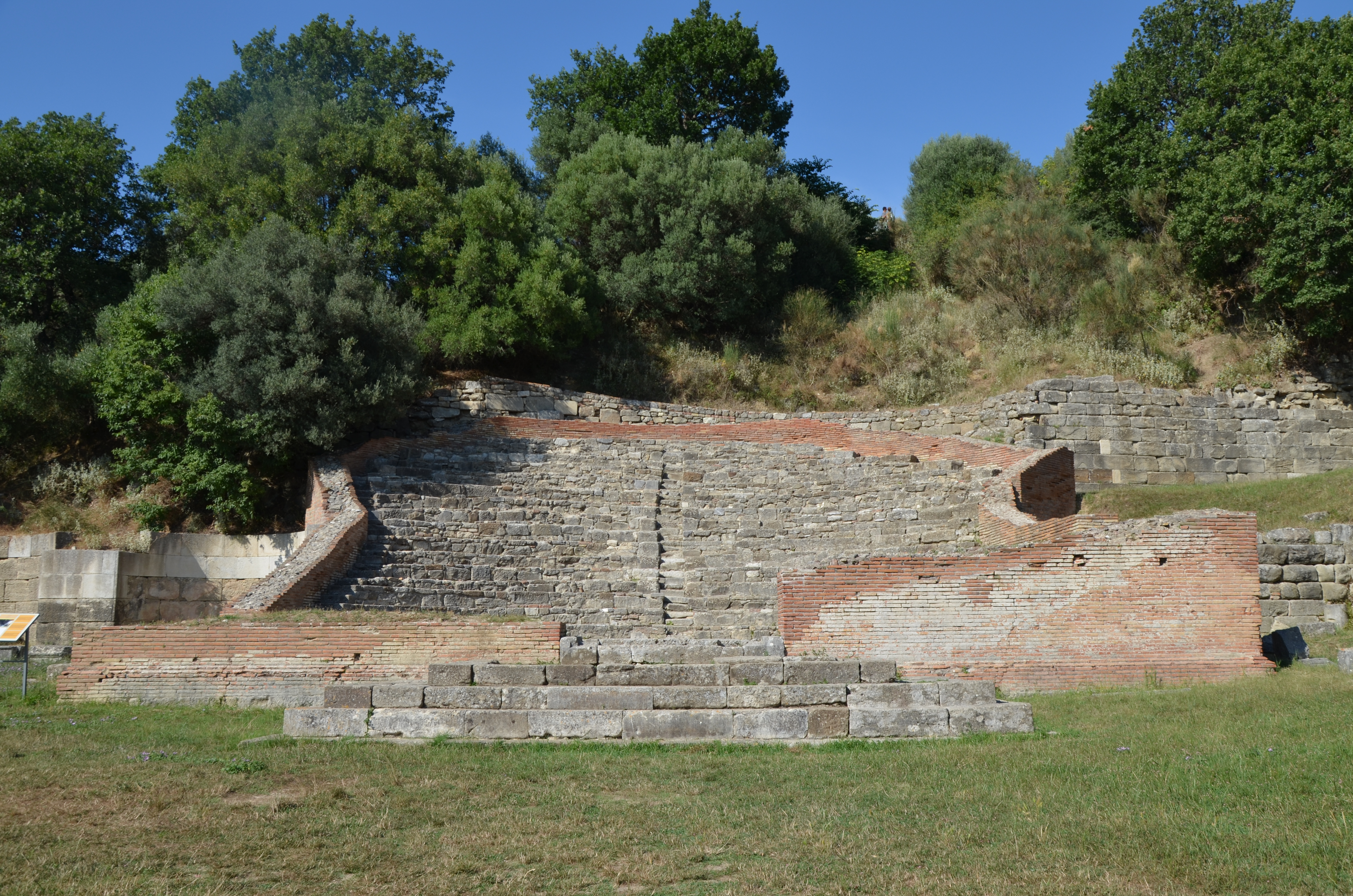
Apollóniai odeon Illíriában
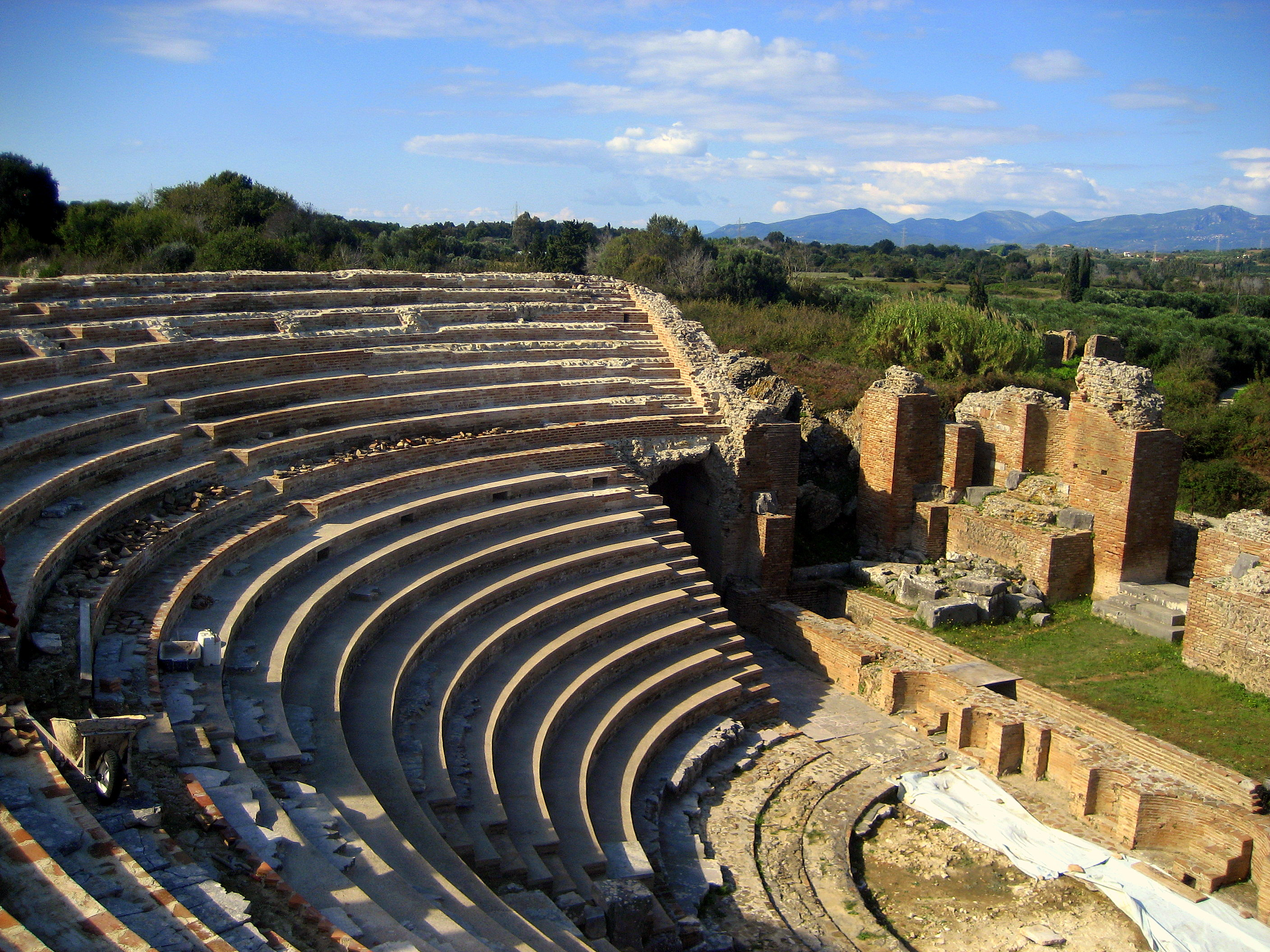
Epiruszi odeon
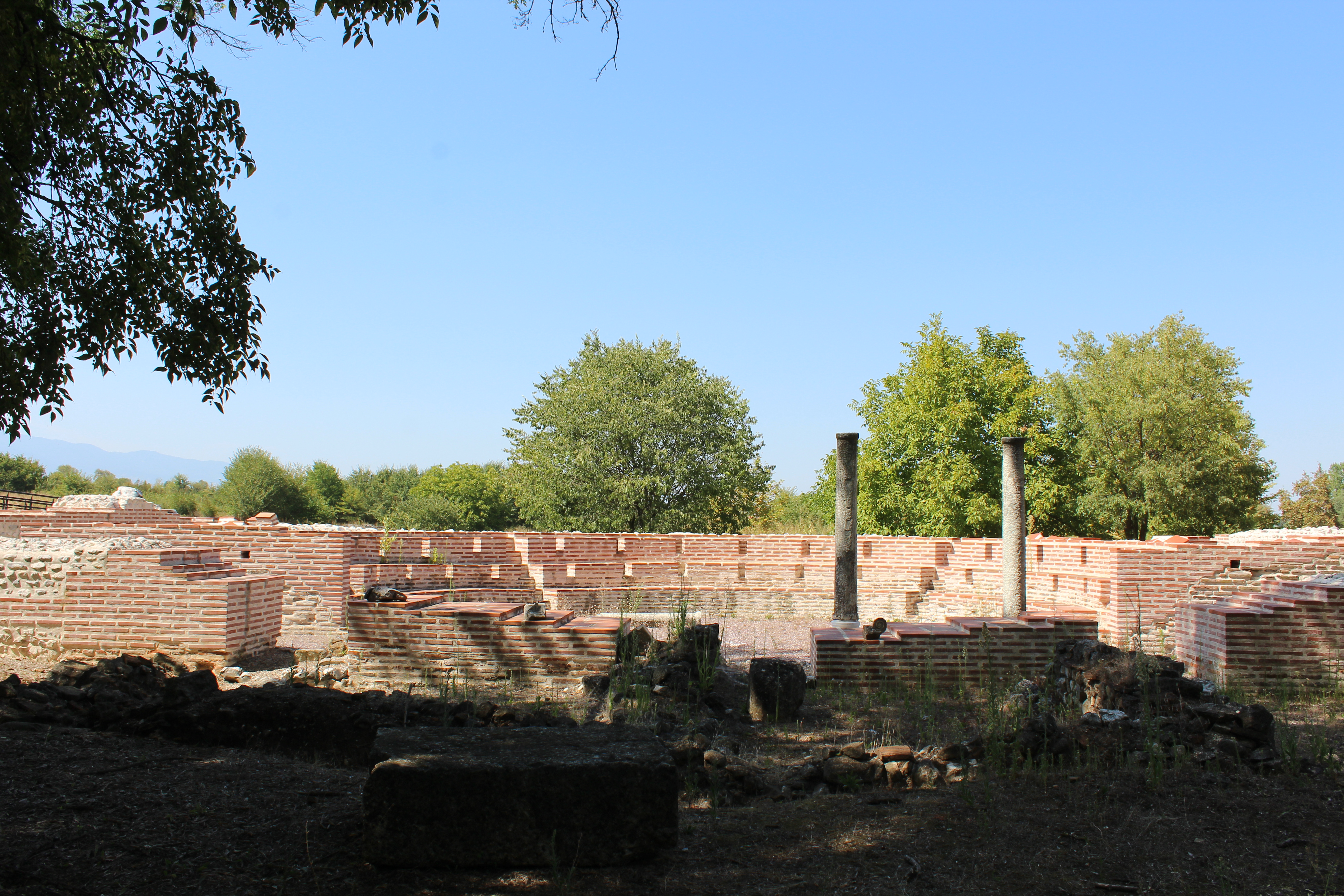
Dion odeonja
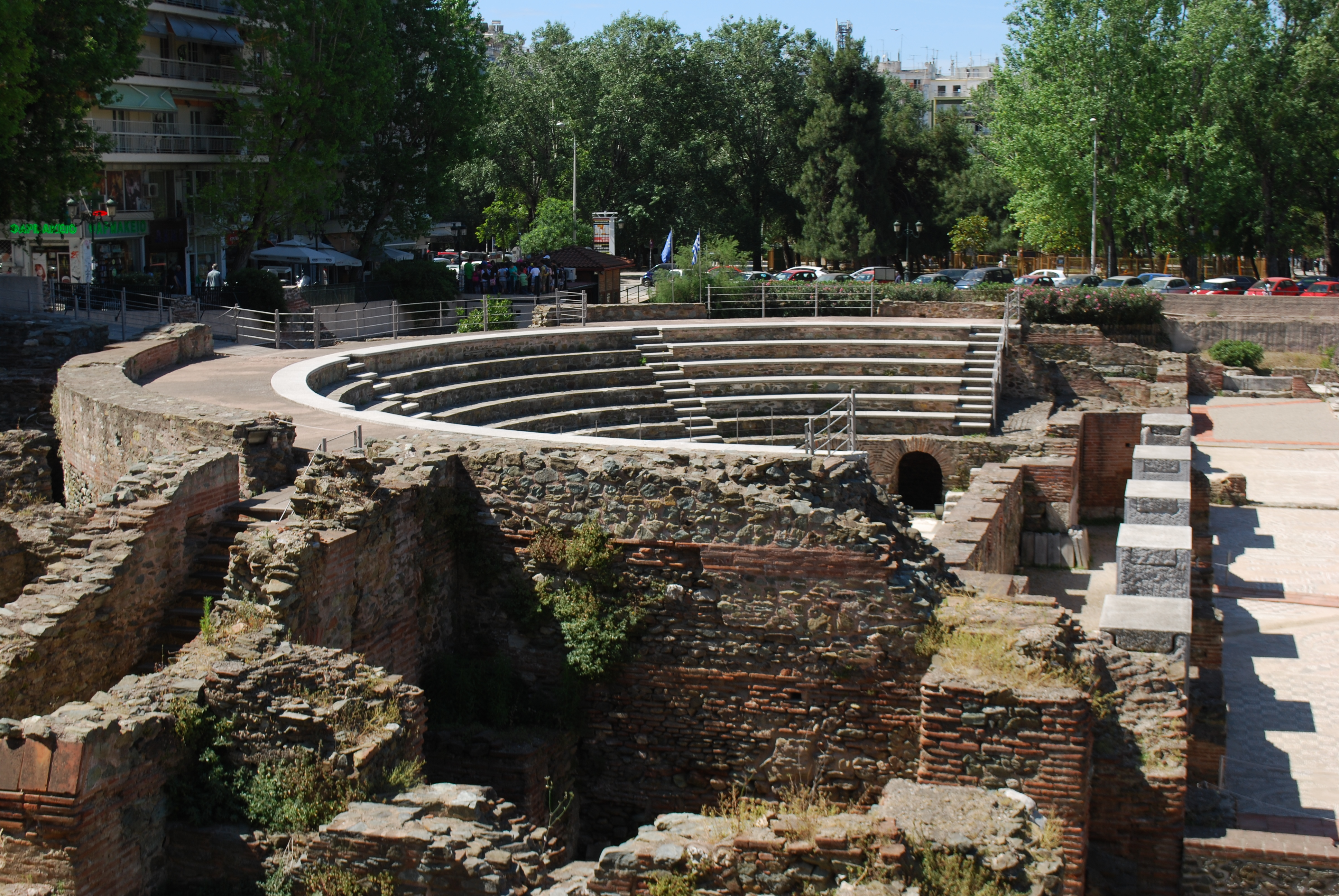
Szaloniki odeon

### Olaszország
- Pompei Odeon, amelyet egy feliratban theatrum tectum (fedett színház) néven említenek [15] , [16]
- Domitianus odeonja, Domitianus uralkodásának végén Rómában épült. Nincsenek maradványai [17]
- Catania odeonja [18]
- Pausilypum, ma Posillipo, Nápoly külvárosában [19]
- Luniban [20]
- Az aostai római színház odeon is lehetne [21]

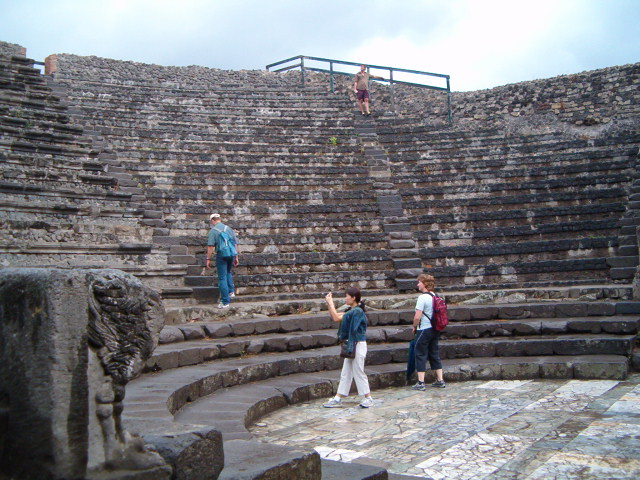
Pompei odeon
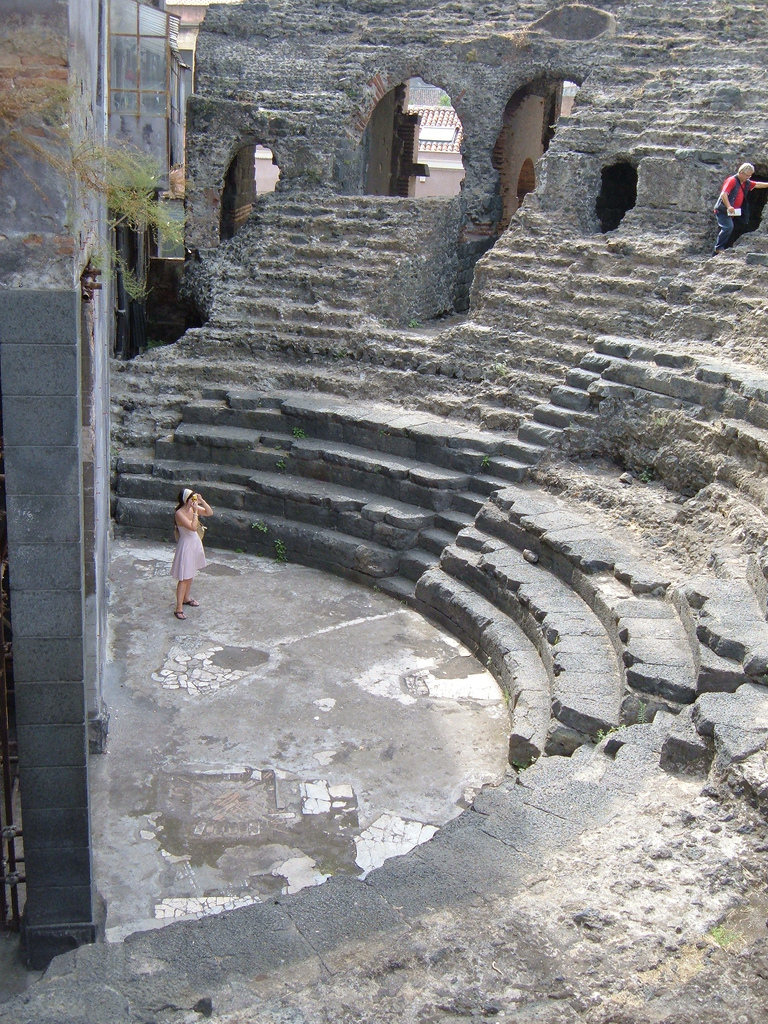
Catania odeonja
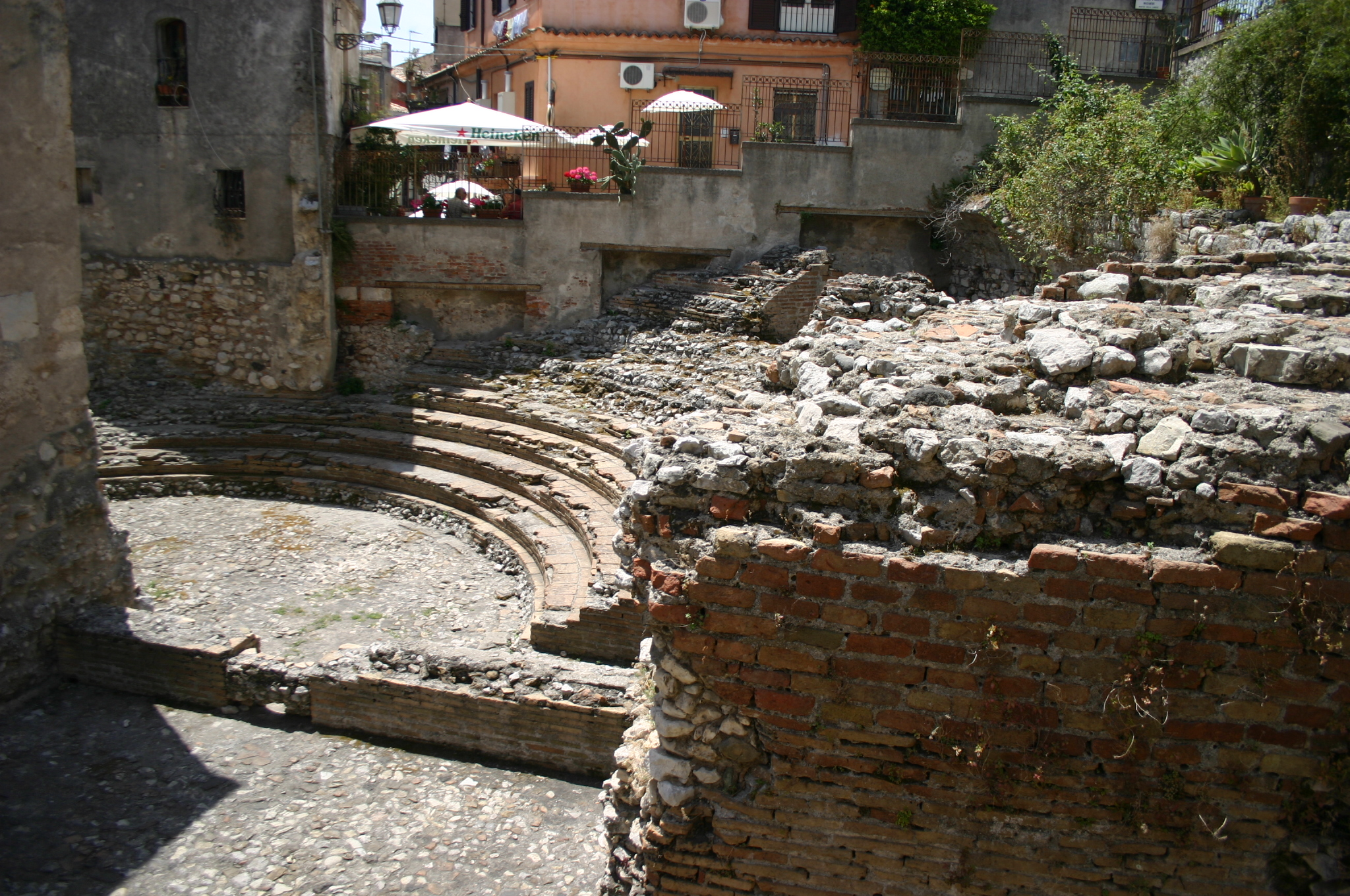
Taorminai odeon
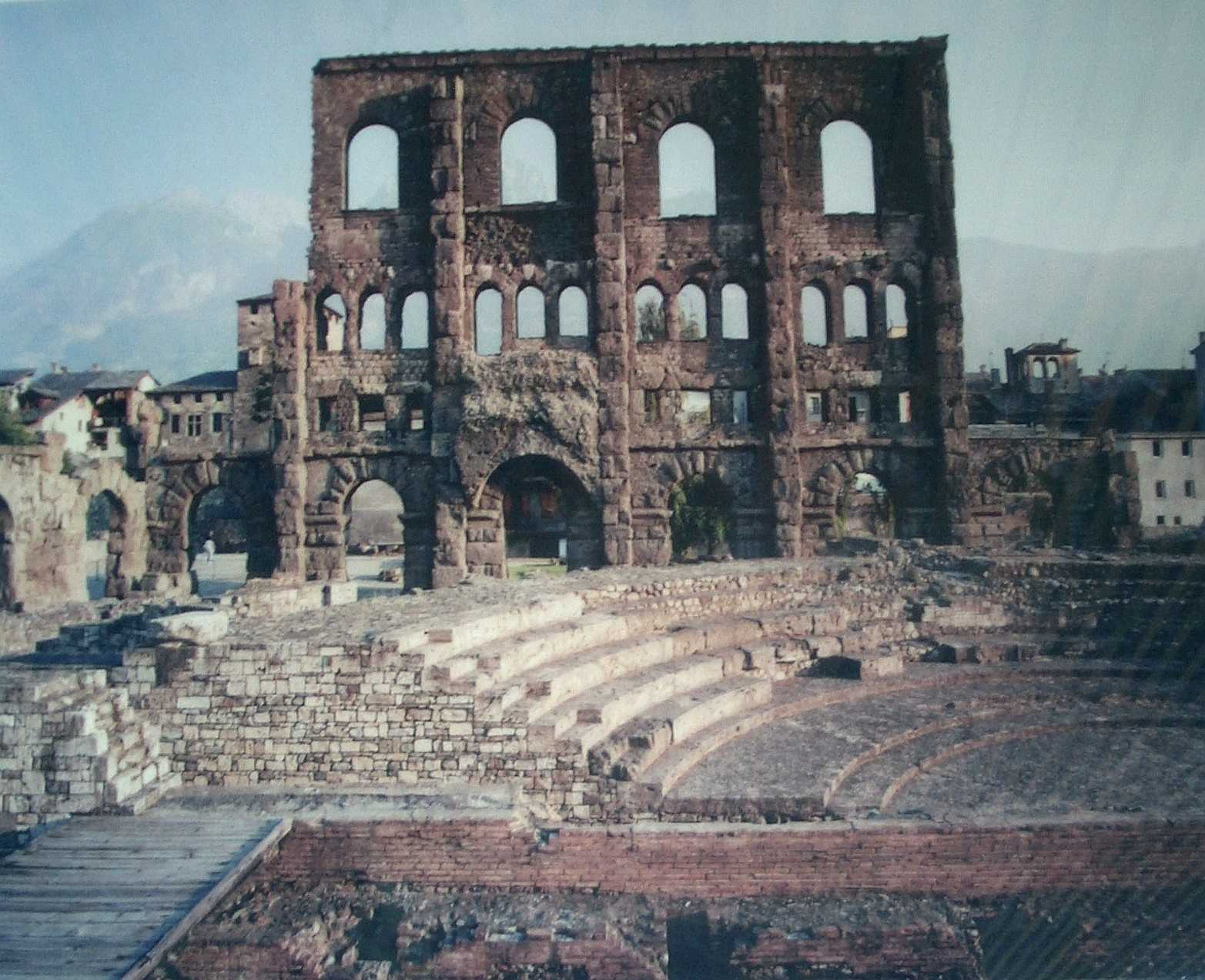
Az aostai színház vagy odeon

### Más európai országok
- Az ókori lyoni odeon, Fourvière dombján, a Grand Theater mellett épült  [22][23]
- A bécsi odeon ((Vienne)) [24]
- Valence odeonja (Drôme)

### Római Afrika
- A karthágói odeon ( Tunézia ). A vandálok a földdel egyenlővé tették [22][25]

### Közel-Kelet
- Baalbek odeonja ( Libanon )
- Amman odeonja ( Jordánia )